# Ban-de-Sapt
Ban-de-Sapt (1793 mit der Schreibweise Le Ban de Sapt, 1801 Baudesapt) ist eine französische Gemeinde mit 358 Einwohnern (Stand 1. Januar 2022) im Département Vosges in der Region Grand Est (bis 2015 Lothringen). Sie gehört zum Arrondissement Saint-Dié-des-Vosges und zum Gemeindeverband Saint-Dié-des-Vosges.

## Geografie
Die Gemeinde Ban-de-Sapt liegt in den Vogesen, etwa zwölf Kilometer nordnordöstlich von Saint-Dié-des-Vosges, der Hauptstadt (chef-lieu) des gleichnamigen Arrondissements. Das 22,66 km² große, stark bewaldete Gemeindegebiet reicht im Nordosten bis auf wenige hundert Meter an den Vogesenkamm heran, der hier die Grenze zum Département Bas-Rhin bildet. Das größte Dorf in der Gemeinde Ban-de-Sapt ist Launois – hier befinden sich das Bürgermeisterhaus (Mairie) und mit Saint-Grégoire die einzige Kirche. Im Osten von Ban-de-Sapt entspringt die Hure, ein rechter Nebenfluss der Meurthe. Die höchsten Erhebungen im Gemeindegebiet heißen:
- Chariot 888 m
- L’Ormont 874 m
- Tête de Raves 873 m

Zu Ban-de-Sapt gehören neben dem zentralen Dorf Launois die Weiler und Höfe Le Palon, Laitre oder früher Laître, Le Rouaux, Les Fols, Nayemont, La Fontenelle, La Vercoste, Frabois, Bourras, Gemainfaing, La Faîte, Le Fraiteux, Le Haut du Port, Les Évaux und Chenigoutte.
Nachbargemeinden von Ban-de-Sapt sind Ménil-de-Senones im Norden, Châtas im Nordosten, La Grande-Fosse im Osten, La Petite-Fosse im Südosten, Nayemont-les-Fosses im Süden, Saint-Dié-des-Vosges im Südwesten, Saint-Jean-d’Ormont und Denipaire im Westen sowie Moyenmoutier im Nordwesten.

## Geschichte
Der Name der Gemeinde deutet auf einen früheren Bann – den Bann Ad Septem abietem, der sieben Dorfstellen einschloss. Eine frühe Kirche im Dorf Laître ist aus religiösen Archiven für das Jahr 738 bestätigt. Überreste der Kirche – der Chor und ein Gewölbe waren im Jahr 1839 noch sichtbar.
Rund um das Jahr 1000 sicherte die Abtei von Moyenmoutier die Via Salaria für die Herzöge von Lothringen, die über die Vogesen nach Saales und zur Abtei Ebersmünster führte. 1593 unterstanden die Dörfer in Ban-de-Sapt dem Herzog von Lothringen, der Abtei Moyenmoutier, dem Propst von Saint-Dié und der Vogtei Nancy (abgelöst 1710 von der Vogtei Saint-Die). Im Jahr 1790 wurde die Gemeinde Ban-de-Sapt in ihrer heutigen Ausprägung gegründet. Die war anfangs Teil des Kantons Saales und des Distrikts Saint-Dié. In Verantwortung Couthons wurde das Fürstentum Salm annektiert und so kam auch Ban-de-Sapt zusammen mit den Gemeinden des Huretals zum Kanton Senones. Ab dem Beginn des 19. Jahrhunderts änderten sich die Verkehrsströme: die Hauptverbindung von Straßburg nach Oberlothringen folgte zwar noch dem Breuschtal bis zum Col de Saales, von dort aus aber nun über das Favetal nach Saint-Dié. Dem gleichen Verlauf  folgte auch die Bahnstrecke Strasbourg–Saint-Dié. Die Verkehrsverlagerung führte Ban-de-Sapt allmählich ins Abseits.
1845 entstand das Rathaus im Hauptdorf Launois. Die Gemeinde hatte zu diesem Zeitpunkt 1519 Einwohner (279 Häuser mit 378 Haushalten). Nur 154 Männer hatten damals das Wahlrecht. Es gab 1845 eine öffentliche Schule für Jungen sowie je eine katholische Schule für Mädchen und für Jungen. Mit einer Fläche von 2.226 Hektarn war Ban-de-Sapt eine relativ große Gemeinde. Die Landnutzung verteilte sich auf 1281 ha Ackerland, 425 ha Wiesen, 378 ha Wald sowie 29 ha Gärten, Obstgärten, Hanffelder in der Nähe von Häusern oder Brachland. Angebaut wurde hauptsächlich Roggen, etwas Weizen, Hafer, Buchweizen und Kartoffeln. Es gab vier Mühlen, ein Sägewerk und drei Kalksteinbrüche. Auch die Viehzucht und der Viehhandel spielten eine Rolle.
Die Colline de la Fontenelle im Gemeindegebiet von Ban-de-Sapt war während des Ersten Weltkrieges eine lange und erbittert umkämpfte strategisch wichtige Höhe. Nach der Einnahme der Höhe durch die Franzosen am 14. September 1914 unter General Dubail erstarrte die Front auch hier zum Stellungskrieg, der bis Juli 1915 anhielt.

### Bevölkerungsentwicklung
| Jahr      | 1962 | 1968 | 1975 | 1982 | 1990 | 1999 | 2010 | 2020 |
| Einwohner | 344  | 294  | 301  | 319  | 370  | 589  | 346  | 351  |

Im Jahr 1841 wurde mit 1519 Bewohnern die bisher höchste Einwohnerzahl ermittelt. Die Zahlen basieren auf den Daten von cassini.ehess und INSEE.

## Sehenswürdigkeiten
- französischer Soldatenfriedhof (La Nécropole Nationale de la Fontenelle, kurz: La Fontenelle)
- Kirche Saint-Grégoire in Launois
- Botanischer Garten (Jardins de Callunes), 1989 bis 1996 am Standort eines aufgelassenen Steinbruches angelegt

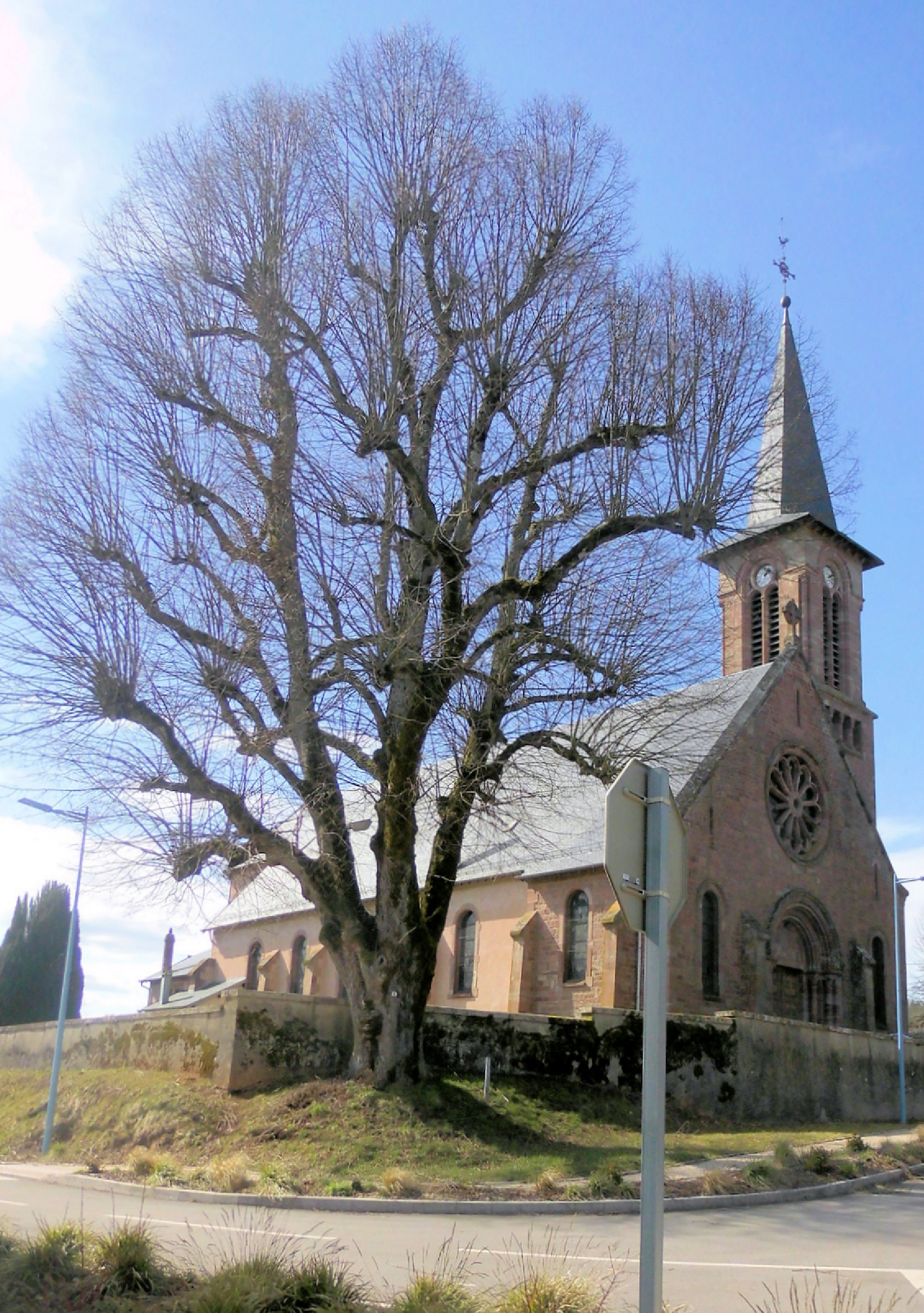
Kirche Saint-Grégoire
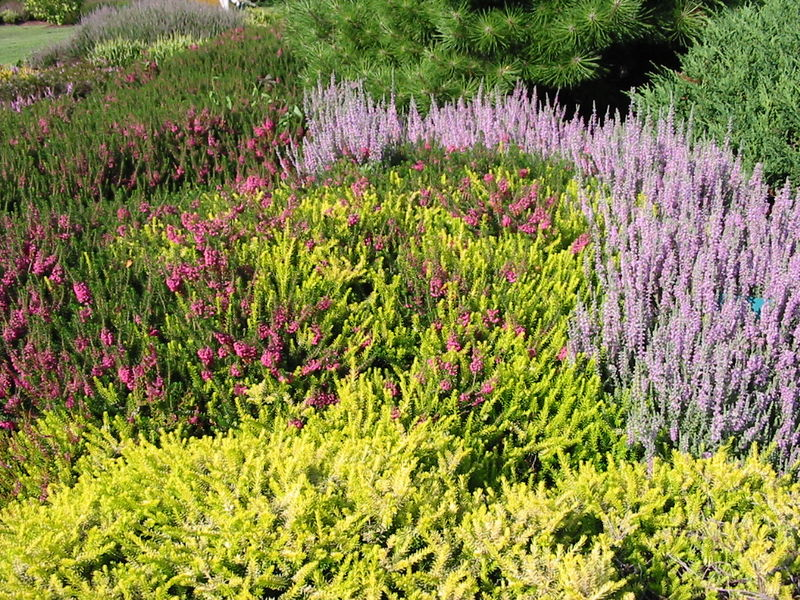
Heideblüte im Botanischen Garten

## Wirtschaft und Infrastruktur
Land- und Forstwirtschaft spielen in Ban-de-Sapt heute nur noch eine untergeordnete Rolle. Nennenswert sind die Käseherstellung und das Brennen von Obstschnäpsen (Eau de vie) Im Gemeindegebiet von Ban-de-Sapt sind 20 Landwirtschaftsbetriebe ansässig (Getreide-, Obst- und Gemüseanbau, Milchwirtschaft, Pferde-, Rinder-, Ziegen- und Schafzucht). Viele Bewohner sind Pendler in umliegende größere Gemeinden.
Ban-de-Sapt liegt abseits der überregional wichtigen Verkehrswege. Schmale Straßen führen aus Richtung Saint-Dié-des-Vosges und Senones nach Launois, den zentralen Ort in der Gemeinde. Eine weitere Straßenverbindung führt über Le Vermont zum Col du Hantz, der ins elsässische Breuschtal überleitet. Der nächste Bahnhof befindet sich in der zwölf Kilometer entfernten Stadt Saint-Dié-des-Vosges an der Bahnstrecke Strasbourg–Saint-Dié mit Anschlüssen nach Épinal und Lunéville.

## Belege
1. ↑  Ban-de-Sapt - Notice Communale. Abgerufen am 18. November 2024.
2. ↑  Panoramade.com/fr (Seite dauerhaft nicht mehr abrufbar, festgestellt im November 2024. Suche in Webarchiven)
3. ↑  Ban-de-Sapt auf vosges-archives.com (Seite dauerhaft nicht mehr abrufbar, festgestellt im November 2024. Suche in Webarchiven) (PDF-Datei, französisch; 105 kB)
4. ↑  La Fontenelle et l'Ormont. Schlachtbeschreibung im Detail. Abgerufen am 18. November 2024 (französisch).
5. ↑  Ban-de-Sapt - Notice Communale. Abgerufen am 18. November 2024.
6. ↑  Dossier complet – Commune de Ban-de-Sapt (88033) | Insee. Abgerufen am 18. November 2024.
7. ↑  Entreprises à Ban-de-Sapt. In: annuaire-mairie.fr. Abgerufen am 18. November 2024 (französisch, Landwirtschaftsbetriebe).